# Adorján erdélyi püspök
Adorján (latinul Hadrianus, †1202) III. Béla király kancellárja, majd 1187-től haláláig erdélyi püspök.

## Élete
Adorján először egy 1183-ban kiadott esztergomi magánoklevélben szerepel tanúként, ekkor már prépost volt. 1183-1184 körül a párizsi egyetemen fejlesztette tovább teológiai tudását; eközben egy Betleem nevű magyar diáktársuk meghalt és Párizsban is temették el.
1185/86-tól a III. Béla által kiadott okleveleken jegyzőként szerepel, többek között az ő nevével szerepel a királylány dajkája családjának szóló adománylevél vagy a vajkai nemesek jogait megerősítő oklevél. Röviddel később kancellárrá és budai préposttá nevezték ki. Az hogy előbb volt jegyző és aztán vált kancellárrá, arra utal, hogy elkezdődött kialakulni az udvari kancellária, de az oklevelek végleges formája csak utódai, Saul és Katapán kancellárok idején alakult ki.
1186-ban III. Béla feleségül vette VII. Lajos francia király lányát, Margitot. A házasság lebonyolításában valószínűleg nagy szerepe volt a francia viszonyokat jól ismerő Adorján kancellárnak is.
1187-ben elnyerte az erdélyi püspöki széket, korábbi méltóságairól pedig lemondott. A kancellári méltóságot Saul csanádi püspök vette át tőle.
Az erdélyi püspökök már régóta rossz viszonyban voltak a kolozsmonostori apátsággal, amely még I. Bélától széleskörű kiváltságokat kapott, megtarthatta a birtokairól származó tizedet és kikerült a püspökök fennhatósága alól. Adorján idején a konfliktus különösen elmérgesedett, a püspök katonasággal megtámadta a kolostort, épületeit és okiratait elpusztította, az apátot pedig elfogatta.
1190 körül Nagyszebenben prépostság alakult, amely magának követelte a valamennyi erdélyi szász fölötti joghatóságot. 1198-ban Gergely legátus közvetítésével III. Ince pápa a püspök javára döntött. Az Adorjánnal rivalizáló esztergomi érsek felbujtására az érintett területek papjai ugyan először megtagadták a tized Adorjánnak való átadását, de a pápa 1199-ben megerősítette korábbi döntését. 
Adorján 1202-ben halt meg.